# Fouquieriaceae
Fouquieriaceae је фамилија дикотиледоних биљака из реда Ericales. Обухвата један род са десетак врста. Фамилија је ендемског распрострањења у мадреанској области, у западној Северној Америци.